# Mikomeseng
Mikomeseng är en ort i Ekvatorialguinea.   Den ligger i provinsen Provincia de Kié-Ntem, i den centrala delen av landet, 270 km sydost om huvudstaden Malabo. Mikomeseng ligger 542 meter över havet och antalet invånare är 5 813.
Terrängen runt Mikomeseng är platt norrut, men söderut är den kuperad. Runt Mikomeseng är det ganska glesbefolkat, med 26 invånare per kvadratkilometer. Det finns inga andra samhällen i närheten. I omgivningarna runt Mikomeseng växer i huvudsak städsegrön lövskog.